# Mitchell Saron
Mitchell Saron (6 de diciembre de 2000) es un deportista estadounidense que compite en esgrima, especialista en la modalidad de sable. Ganó una medalla de bronce en el Campeonato Mundial de Esgrima de 2023, en la prueba por equipos.

## Palmarés internacional
| Campeonato Mundial | Campeonato Mundial | Campeonato Mundial | Campeonato Mundial |
| Año                | Lugar              | Medalla            | Prueba             |
| ------------------ | ------------------ | ------------------ | ------------------ |
| 2023               | Milán (Italia)     | Medalla de bronce  | Sable por equipos  |